# ريما (يبرود)
ريما قرية سوريّة تتبع إداريّاً لمحافظة ريف دمشق منطقة يبرود ناحية مركز يبرود، بلغ تعداد سكانها 1,034 نسمة حسب التعداد السكاني لعام 2004.